# Kałów (gromada)
Kałów – dawna gromada, czyli najmniejsza jednostka podziału terytorialnego Polskiej Rzeczypospolitej Ludowej w latach 1954–1972.
Gromady, z gromadzkimi radami narodowymi (GRN) jako organami władzy najniższego stopnia na wsi, funkcjonowały od reformy reorganizującej administrację wiejską przeprowadzonej jesienią 1954 do momentu ich zniesienia z dniem 1 stycznia 1973, tym samym wypierając organizację gminną w latach 1954–1972.
Gromadę Kałów siedzibą GRN w Kałowie utworzono 31 grudnia 1959 w powiecie poddębickim w woj. łódzkim z obszaru zniesionych gromad Góra Bałdrzychowska (bez wsi Rąkczyn i wsi Byczyna) i Wilczyca (bez wsi i kolonii Zdrzychów).
W 1961 roku (styczeń) gromadzka rada narodowa składała się z 17 członków.
31 grudnia 1961 do gromady Kałów przyłączono wieś Adamów, wieś i osadę Ciężków, kolonię Szczyty A, B i W, wieś Antoninów, wieś Leokadiew, wieś Marynki oraz wieś, kolonię i parcelę Tomasin ze zniesionej gromady Przekora.
Gromada przetrwała do końca 1972 roku, czyli do kolejnej reformy gminnej.